# 岫雲院
岫雲院（しゅううんいん）は、熊本県熊本市西区春日に所在する臨済宗大徳寺派の寺院である。春日寺（かすがんじ）ともいう。区分は寺院墓地である。

## 概要

### 開基
延久3年（1071年）菊池氏初代菊池則隆が春日大明神を勧請し、その神護寺として建立したのがこの天台宗春日寺であると伝わっている。
寛永9年（1632年）に肥後の国主となった細川忠利は岫雲院の名を与え、以後は岫雲院が正式の名称となった。

### エピソード
細川忠利の死後、遺言によって遺骸をこの寺で荼毘に付したが、そのとき解き放たれた愛養の二羽の鷹のうち、「有明」は火葬の焔の中に飛び込み、「明石」は傍の井戸の中に飛び込んでともに殉死したという哀れな物語が伝えられている。

## その他
- 森鷗外の阿部一族で知られている忠利の殉死者十九名の位牌がこの寺に安置されている。
- 戦国武将大友親家と 大友親盛の墓がある。
- 明治6年（1873年）春日村 岫雲院（春日寺）に「春日小学校」創設。

## 史跡
- 細川忠利公火葬地（熊本市の文化財）[5][6]

## 文化財
- 如意輪観世音菩薩坐像